# Ludwigstrasse

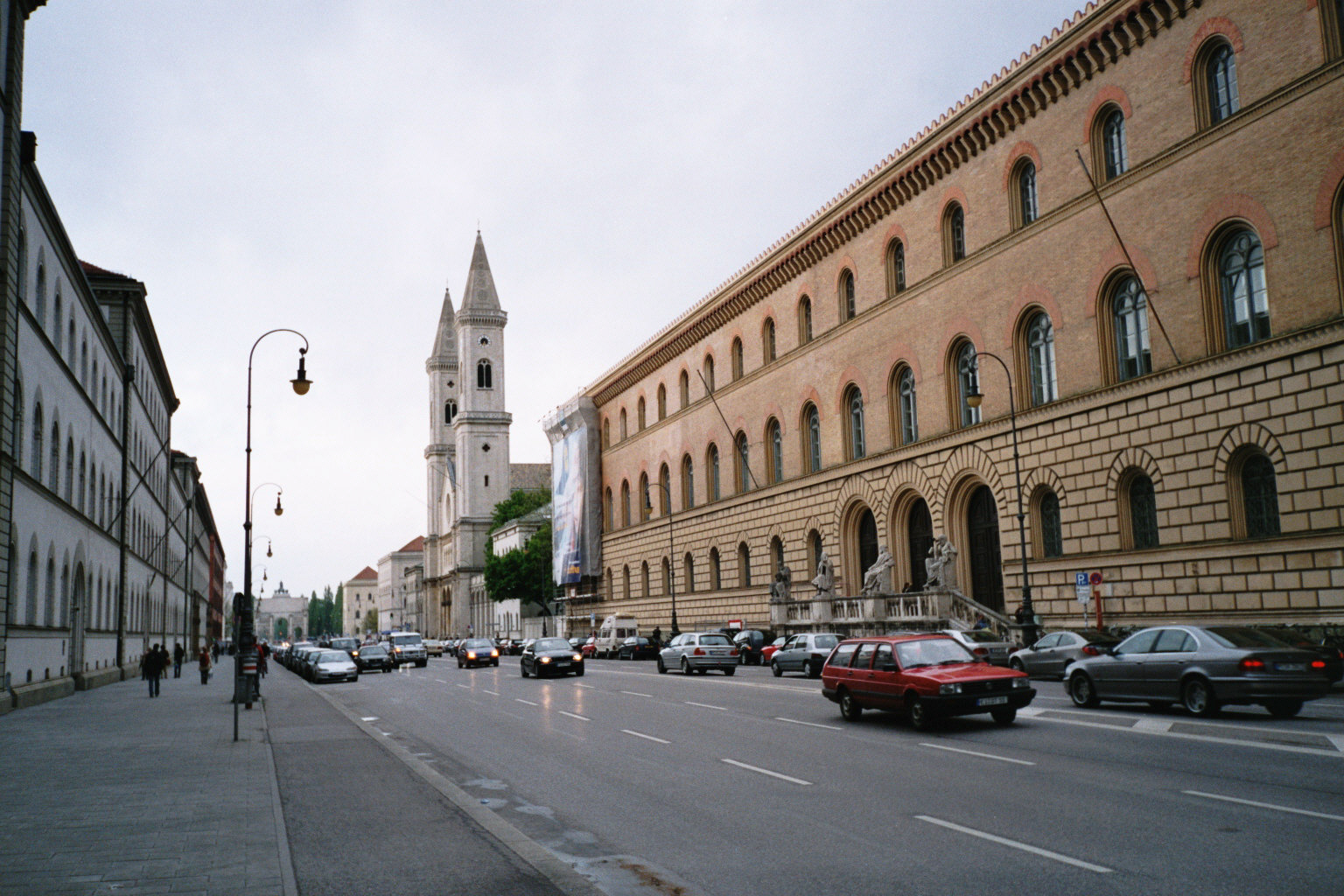
Ludwigstraße, Múnich

Ludwigstrasse  es una de las cuatro avenidas principales del centro de Múnich, junto a la Briennerstraße, la Maximilianstraße y  Prinzregentenstraße.
Comienza en la Plaza Odeón (Odeonsplatz) a partir del Feldherrnhalle en línea recta por espacio de 1 kilómetro hasta el Siegestor en que cambia de nombre a Leopoldstraße en el distrito de Schwabing.
Se halla flanqueada por importantes edificios administrativos, la biblioteca, archivos y la Universidad de Múnich.
Es la vía más importante en dirección norte-sur y fue surcada por tranvías entre 1877 y 1971.
Se la usó para desfiles militares y el retorno de las tropas de la Guerra francoprusiana en 1871.

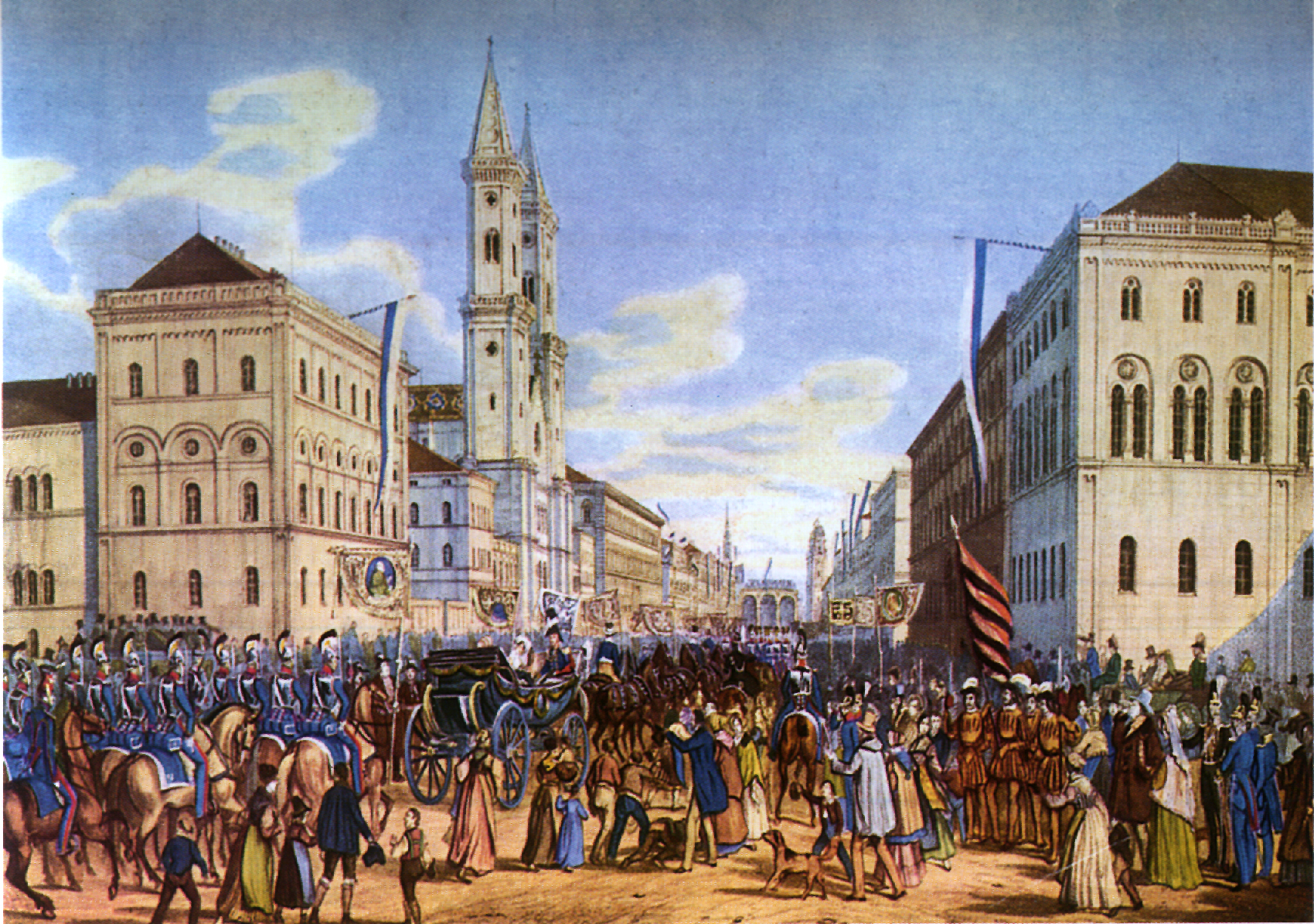
Ludwigstraße en 1842

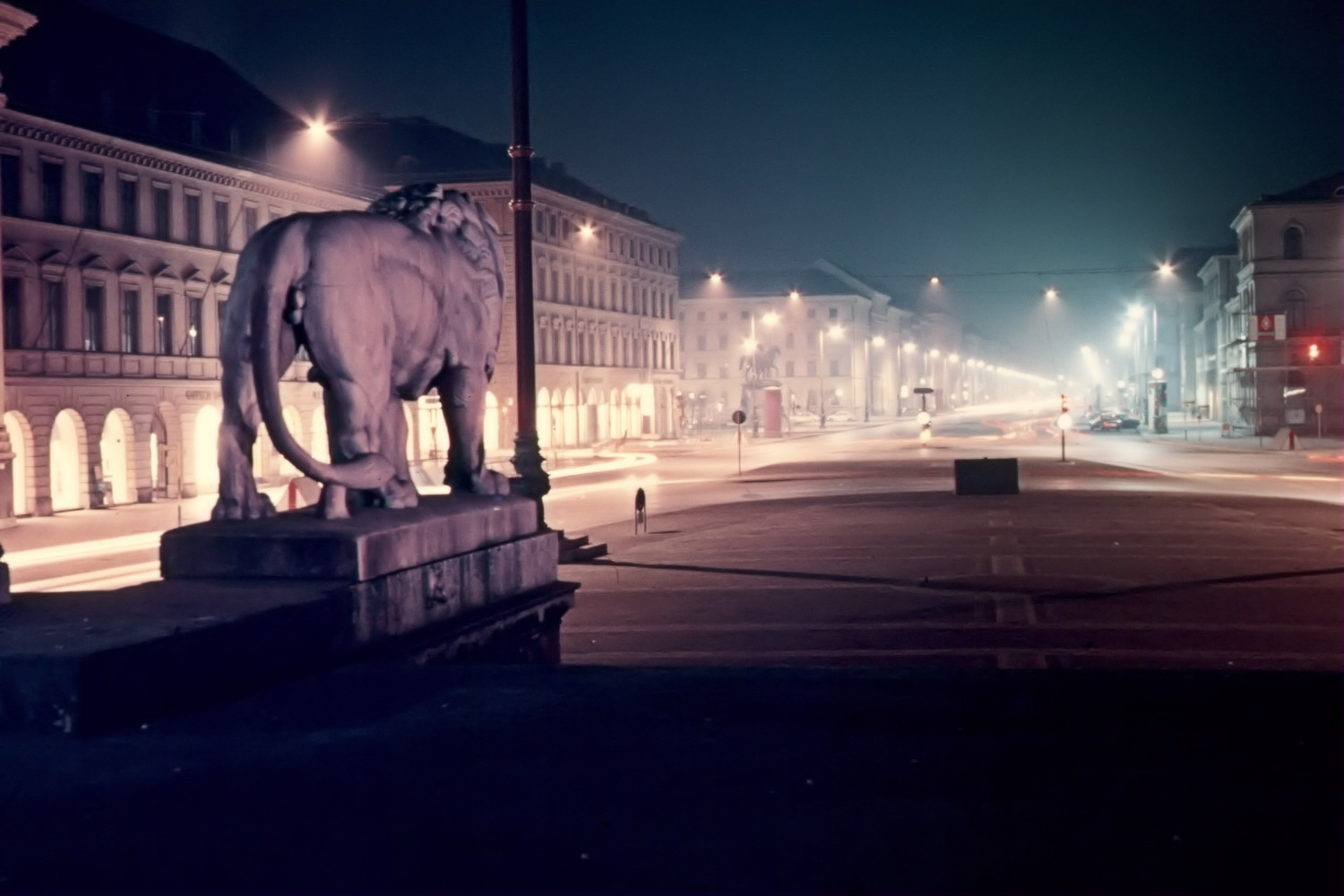
Desde el Feldherrnhalle

## Edificios notables
- Odeonsplatz - Feldherrnhalle
- Bayerisches Hauptstaatsarchiv, Leo von Klenze, 1824–1830) (Ludwigstr. 14)
- Biblioteca Estatal de Baviera, Friedrich von Gärtner, 1832–1842) (Ludwigstr. 16)
- Bayerischer Verwaltungsgerichtshof;  Friedrich von Gärtner, 1840–1843) (Ludwigstr. 23)
- Seminargebäude der Ludwig-Maximilians-Universität (Edificio del Seminario de la Universidad; antes: Blindeninstitut - Instituto para Ciegos; Friedrich von Gärtner, 1833-1825) (Ludwigstr. 25)
- Universitätskirche St. Ludwig; Friedrich von Gärtner, 1829–1844)
- Georgianum (Friedrich von Gärtner, 1834–1841) (Professor-Huber-Platz 1)
- Max-Joseph-Stift (Friedrich von Gärtner, 1837–1840) (Professor-Huber-Platz 2)
- Universität (Friedrich von Gärtner, 1835–1840) (Geschwister-Scholl-Platz - Plaza votiva de los Hermanos Scholl 1)
- Siegestor (Friedrich von Gärtner, 1843–1852)